# Wuer Kaixi
Örkesh Dölet (em uigur: ئۆركەش دۆلەت; transliterado alternativamente Uerkesh Davlet), conhecido como Wu'erkaixi ou Wuer Kaixi (da soletração chinesas do seu nome: chinês tradicional: 吾爾開希, chinês simplificado: 吾尔开希, pinyin: Wú'ěrkāixī; Pequim, 17 de fevereiro de 1968), é um dissidente chinês de origem uigur conhecido pelo seu papel de liderança durante as protestas da Praça de Tiananmen de 1989.
Duma família étnicamente uigur, nasceu em Pequim a 17 de fevereiro de 1968, com raízes na Prefeitura Autónoma Cazaque de Ili, no Sinquião. Alcançou proeminência enquanto estudava na Universidade Normal de Pequim como um grevista alimentar que repreendeu o primeiro-ministro chinês Li Peng na televisão estatal. Ele era um dos principais líderes da associação reformista Federação Autónoma dos Estudantes de Pequim, e ajudou a levar negociações abortivas com oficiais do governo chinês.
A Federação Autónoma tinha eleito como o seu primeiro líder a Zhou Youngjun da Universidade de Direito de Ciências Políticas e derrotou Wuer Kaixi por pouco. Depois de organizar a demonstração mais bem-sucedida do movimento de 1989 a 27 de Abril, ele foi escolhido como o presidente da Federação Autónoma.
Agora vive no Taiuã, onde trabalha como comentarista político. Tem-se apresentado para a câmara legislativa do Taiuã, o Yuan, duas vezes.

## Política
As políticas de Wu'erkaixi estão intimamente relacionadas com o seu activismo. Ele tem ligações com organizações políticas e de direitos humanos de centro-direita e esquerdistas. No Taiuã, ele tem "prometido abordar de forma mais dura as relações do Taiuã com a China continental". Apesar do seu recente apoio à Coligação Pan-Verde, ele ainda considera-se de nacionalidade chinesas, dizendo que "A China é o lar dos meus pais. O Taiuã é o lar dos meus filhos".
Em Dezembro de 2014, Wu'erkaixi anunciou a sua candidatura para a formação liderada por Lin Chia-lung, quem tinha anteriormente derrotado Jason Hu nas eleições locais. Umas semanas mais tarde, Wuer Kaixi desistiu da candidatura, porque diz ter sentido que o termo resultante da eleição não fornecia tempo suficiente para alcançar os seus objetivos políticos.
Wuer Kaixi, apoiado pela Coligação Fraternal da Reforma Constitucional, lançou uma segunda candidatura malsucedida para o Legislativo Yuan em Julho de 2015.